# Velická dolina
Die Velická dolina (deutsch Felker Tal, ungarisch 	Felkai-völgy, polnisch 	Dolina Wielicka) ist ein Tal in der Slowakei auf der südlichen Seite der Hohen Tatra. Die Hauptachse des Tals ist etwa sechs Kilometer lang und erstreckt sich von der Straße Cesta Slobody bis zum Berg Velický štít am Hauptkamm der Hohen Tatra zwischen Zadný Gerlach und Východná Vysoká. Das Tal bedeckt eine Fläche von etwa 5,7 km². 

## Beschreibung und Abgrenzung

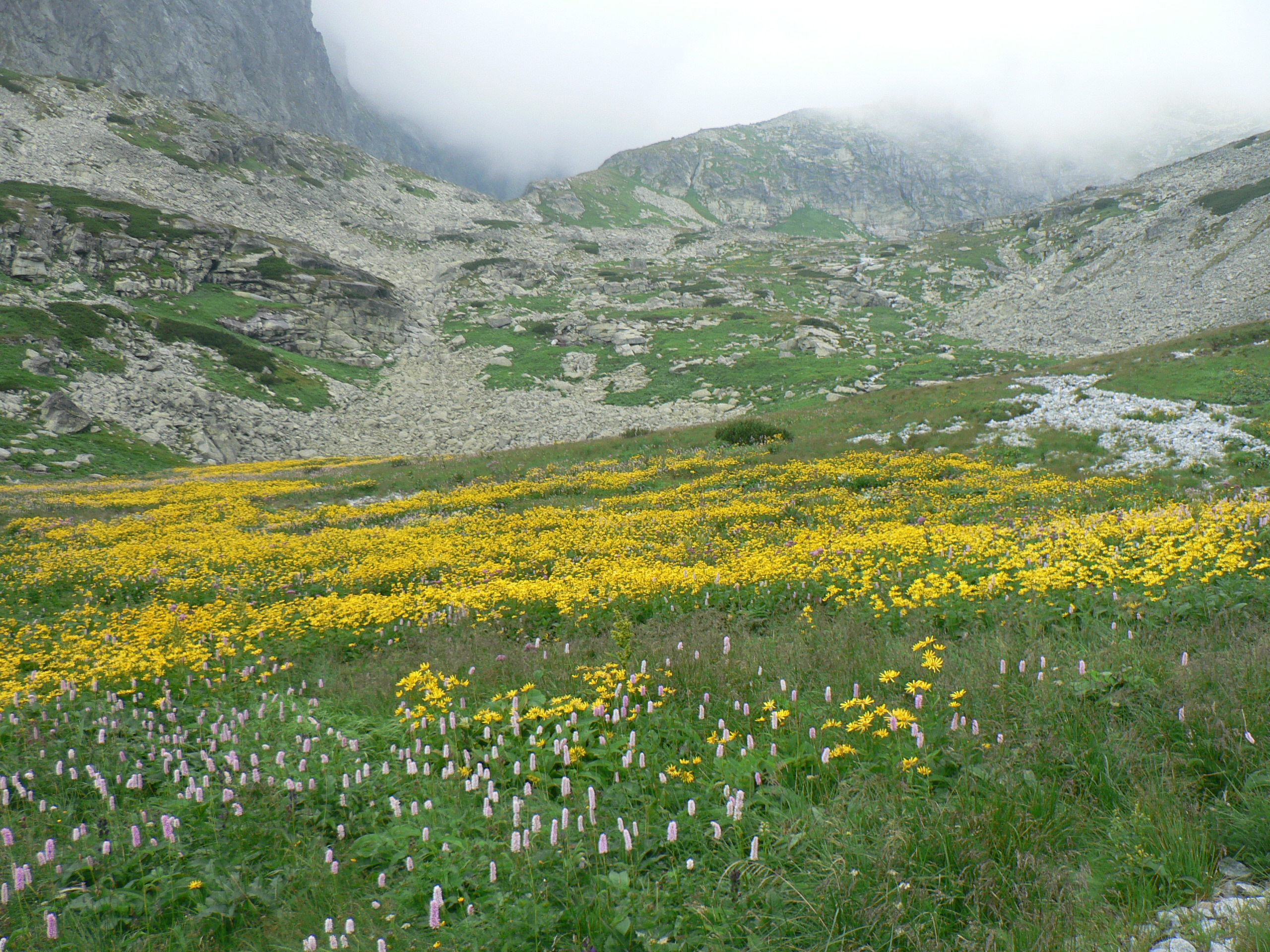
Grasfläche Kvetnica

Velická dolina wurde durch einen 5,4 km langen und 160 m dicken Gletscher gebildet und hat drei Teile: der südliche, bewaldete Teil verläuft vom Fuß der Tatra bis etwa 1200 m n.m. zum Moränenwall Žltá stena unweit von Tatranská Polianka. Der mittlere Teil ist zuerst bewaldet, in höheren Lagen in der Krummholzstufe gelegen, und reicht bis zum Bergsee Velické pleso. Der obere Teil liegt oberhalb des Sees und ist auch Ziel der meisten Touristen. Hier befindet sich u. a. die Felsenschwelle Večný dážd (wörtlich Ewiger Regen) und die auf einer Höhe von 1820 m n.m. bis 1840 m n.m. gelegene Grasfläche Kvetnica (deutsch Blumengarten), benannt nach der reichlich vorhandenen Vegetation. Die höchstgelegenen Teile heißen auch Zadná Velická dolina (deutsch Felker Grund) und Velická kotlina (deutsch Felker Kessel).
Das Tal grenzt, getrennt durch den Hauptkamm, an die Täler Kačacia dolina, Svišťová dolina und Litvorová dolina als Teil des Talkomplexes Bielovodská dolina im Nordwesten und Veľká Studená dolina im Norden, an das Tal Slavkovská dolina (über den Seitengrat Velické granáty) im Osten und an das Tal Batizovská dolina und den Hochgebirgskessel Gerlachovský kotol (über einen Seitengrat im Bergmassiv des Gerlachovský štít) im Westen.

## Gewässer

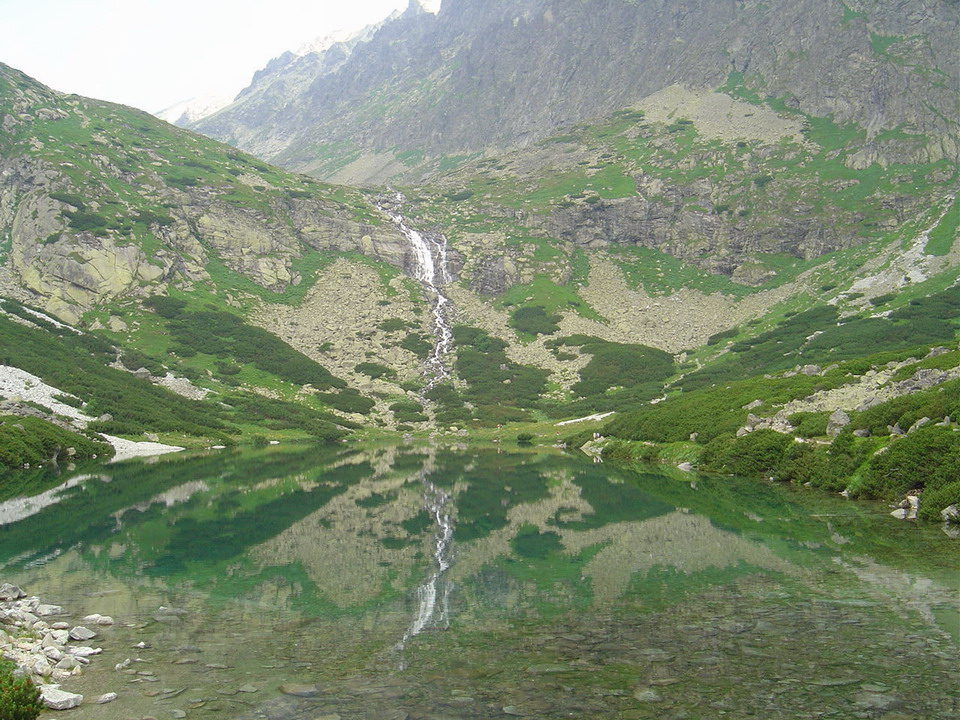
Der Wasserfall Velický vodopád vor dem Bergsee Velické pleso

Durch das Tal fließt der Velický potok (deutsch Felker Wasser), der hier drei Bergseen speist: den Dlhé pleso, den kleinen Bergsee Kvetnicové pliesko und weiter flussabwärts den Velické pleso, unmittelbar nach dem Wasserfall Velický vodopád. Noch höher liegen zwei kleine Bergseen, die kollektiv Vyšné Velické plieska genannt werden. 

## Name und Geschichte

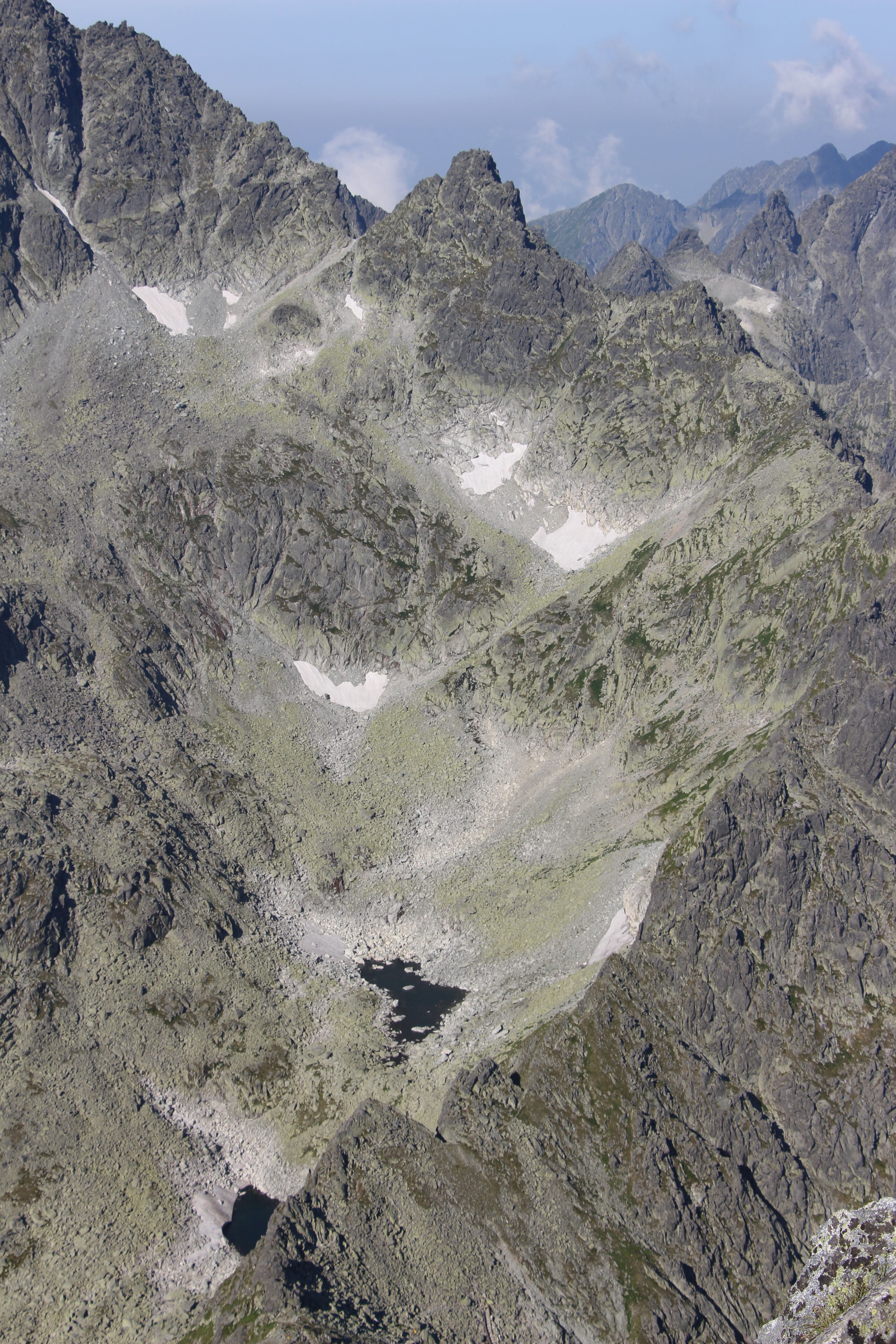
Die höchstgelegenen Teile von Velická dolina unterhalb des Bergs Velický štít, mit sichtbaren Bergseen Vyšné Velické plieska

Der Name des Tals leitet sich vom Namen der ehemaligen Gemeinde Veľká (deutsch Felka), heute ein Stadtteil von Poprad, ab und bezieht sich womöglich auf den durchfließenden Bach Velický potok. Das spiegelt zwar die Besitzverhältnisse nicht genau wider, da das Tal ehemals Teil des sogenannten Großherrschaftsguts von Batizovce (deutsch Botzdorf) war, wohl aber die wirtschaftliche Nutzung durch die Bürger von Veľká. Hier verlief bis 1947 die Grenze zwischen den Gemeinden Gerlachov (deutsch Gerlsdorf) und Veľký Slavkov (deutsch Großschlagendorf). Bedingt durch verschiedene Transkriptionen trug das Tal bspw. im Deutschen verschiedene Namen: Felkergrund (1760), Völker See Grund, Velker-See-Thal, im 19. Jahrhundert Felkaer Thal oder Felkathal.
Ab dem 18. Jahrhundert erhöhte sich das Interesse der einheimischen und ausländischen Touristen für das Tal. 1871 entstand die erste Schutzhütte, ab 1877 errichteten touristische Vereine wie z. B. der Ungarische Karpathenverein, mehrere Pfade von Schmecks (heute slowakisch Starý Smokovec) und Weszterheim (heute slowakisch Tatranská Polianka) heraus. Die Schlesische Sektion des UKV errichtete 1898 den sogenannten Schlesier Weg bis zum Gipfel von Východná Vysoká. Die Schutzhütte Schlesierhaus, heute Berghotel Sliezsky dom, wurde 1895 gebaut. 1906 wurde bekannt, dass die österreichische Firma Dr. A. Fischer eine „kleine Fabrik“ zur Destillierung von Latschenöl plane. Die Anlage war bereits in Bau, als 1909 das Landwirtschaftsministerium Bergkiefer unter Schutz stellte und somit das Vorhaben beendete.
Im unteren Teil des Tals entstand 1911 (nach anderen Quellen 1912) die erste ständige Skisprungschanze in der Hohen Tatra, dazu eine vier Kilometer lange Bob- und Rodelbahn vom Schlesierhaus nach Weszterheim. 1925 kam auch eine zweite Sprungschanze mit der sogenannten Guhrhütte, benannt nach dem Arzt und Pionier des Wintersports in der Hohen Tatra, Michael Guhr. Die Schanzen und die Hütte gingen in den 1950er Jahren unter.

## Tourismus
Im Tal verläuft ein grün markierter Wanderweg von Tatranská Polianka heraus zum Berghotel Sliezsky dom und den Bergsee Velické pleso, hinauf zum 2200 m n.m. hohen Sattel Poľský hrebeň und weiter zum Weg nach Lysá Poľana bei Tatranská Javorina. Quer in West-Ost-Richtung führt der rote Wanderweg Tatranská magistrála auf der Teilstrecke vom Bergsee Popradské pleso und weiter nach Hrebienok. Das Tal ist auch über einen gelb markierten Weg aus Nový Smokovec und Starý Smokovec und über einen blau markierten Weg von Tatranské Zruby heraus erreichbar.